# Sveriges frikyrkosamråd
Sveriges frikyrkosamråd (FSR) är ett samarbetsorgan som består av flera olika kyrkor i Sverige. De kyrkor och samfund som är medlemmar i Sveriges frikyrkosamråd utgör den största delen av frikyrkofamiljen i Sveriges kristna råd. Sveriges frikyrkosamråd i dess nuvarande form bildades 1992, men har sina rötter i Frikyrkliga samarbetskommittén (FSK) som bildades redan 1918.

## Medlemssamfund
Följande samfund är medlemmar.
- Sjundedagsadventisterna
- EFK
- Frälsningsarmén
- Equmeniakyrkan
- Svenska Alliansmissionen
- Pingst - fria församlingar i samverkan

### Fotnoter
1. ↑  ”Historia”. Sveriges frikyrkosamråd. Arkiverad från originalet den 11 januari 2015. https://web.archive.org/web/20150111004455/http://frikyrkosamrad.se/om-fsr/historia/. Läst 10 januari 2015.
2. ↑  ”Medlemskyrkor”. Sveriges frikyrkosamråd. Arkiverad från originalet den 11 januari 2015. https://web.archive.org/web/20150111113236/http://frikyrkosamrad.se/medlemskyrkor/. Läst 11 januari 2015.